# Trojan Rocksteady Box Set
A Trojan Rocksteady Box Set egy három lemezes rocksteady válogatás.  1998-ban adta ki a Trojan Records kiadó.

## Számok

### CD 1
1. Alton Ellis - Rocksteady
2. Desmond Dekker - Beautiful And Dangerous
3. The Paragons - On The Beach
4. The Melodians - Little Nut Tree
5. The Versatiles - Teardrops Falling
6. Derrick Harriott - The Loser
7. Federals - Shocking Love
8. The Maytals - Just Tell Me
9. Justin Hinds & The Dominoes - Here I Stand
10. The Ethiopians - Come On Now
11. Pat Kelly - Somebody's Baby
12. Ike Bennett & The Crystalites - Ilya Kuryakin
13. The Natives - You You
14. The Gaylads - It's Hard To Confess
15. Derrick Harriott - Do I Worry
16. Derrick Morgan - Conquering Ruler
17. The Uniques - My Conversation

### CD 2
1. The Paragons - Island In The Sun
2. Lyn Taitt & The Jets - To Sir With Love
3. Errol Dunkley - You're Gonna Need Me
4. Phyllis Dillon - Don't Touch Me Tomato
5. Honey Boy Martin - Dreader Than Dreader Dread
6. Desmond Dekker & The Aces - Mother's Young Gal
7. The Melodians - Swing And Dine
8. Derrick Harriott - Walk The Streets
9. The Paragons - Riding On A High And Windy Day
10. The Gaylads - A.B.C. Rocksteady
11. Alton Ellis & The Flames - All My Tears
12. Lester Sterling - Super Special
13. Johnny & The Attractions - Young Wings Can Fly
14. The Versatiles - Trust The Book
15. Ken Boothe - Can't You See
16. Derrick Harriott - Born To Love You
17. The Paragons - Wear You To The Ball

### CD 3
1. Joe White - Rudies All Round
2. The Uniques - People Rocksteady
3. Delroy Wilson - Once Upon A Time
4. The Jamaicans - Ba Ba Boom
5. The Natives - Live It Up
6. Lee Perry - The Upsetter
7. Derrick Harriott - Solomon
8. The Ethiopians - Engine 54
9. Derrick Morgan - I Want To Go Home
10. The Melodians - I Will Get Along Without You
11. Justin Hinds & The Dominoes - Save A Bread
12. The Gaylettes - Silent River (Runs Deep)
13. The Versatiles - The Time Has Come
14. Desmond Dekker & The Aces - Bongo Gal
15. Tommy McCook - The Shadow Of Your Smile
16. The Gaylads - Over The Rainbow's End

## Külső hivatkozások
- http://www.savagejaw.co.uk/trojan/trbcd003.htm Archiválva 2007. december 11-i dátummal a Wayback Machine-ben
- https://web.archive.org/web/20071014215040/http://roots-archives.com/release/3757